# Démographie de Vesoul
 (septembre 2023).
Si vous disposez d'ouvrages ou d'articles de référence ou si vous connaissez des sites web de qualité traitant du thème abordé ici, merci de compléter l'article en donnant les références utiles à sa vérifiabilité et en les liant à la section « Notes et références ».
La démographie de Vesoul étudie les caractéristiques de la population de la ville de Vesoul. La ville se caractérise par une évolution croissante depuis le début des années 1950 jusqu'à une légère diminution à partir des années 1980. La population vésulienne est comparable à une préfecture départementale. La ville atteint son pic démographique en 1982, avec 18 412 habitants. Administrativement, sa fonction de préfecture confirme son rôle de principal centre urbain du département de la Haute-Saône. La démographie varie comme toutes les villes, en fonction des statistiques de la ville. La densité de population vésulienne est relativement élevée.
Jusqu’en 2017 la population de la Ville de Vesoul diminuait nettement, mais depuis quelques années[évasif] sa population augmente, atteignant 14 916 habitants en 2017 et 14 973 en 2018. La Communauté d'agglomération de Vesoul, le regroupement des 19 communes formant l’agglomération de Vesoul, augmente elle aussi légèrement[évasif].
L’aire urbaine de Vesoul est la plus peuplée du département et également une des plus peuplées de la région, qui compte près de 60 000 habitants.

## Population de Vesoul

### Historique
| 1240 | 1295 | 1535  | 1557  | 1569  | 1614  | 1633  | 1657  | 1680  |
| ---- | ---- | ----- | ----- | ----- | ----- | ----- | ----- | ----- |
| 887  | ~800 | ~1000 | 1 704 | 1 810 | 1 948 | 1 557 | 1 062 | 2 225 |

| 1688  | 1716  | 1729  | 1784  | 1793  | 1800  | 1806  | 1821  | 1831  |
| ----- | ----- | ----- | ----- | ----- | ----- | ----- | ----- | ----- |
| ~2100 | 2 340 | 2 460 | 4 870 | 5 303 | 5 417 | 5 708 | 5 391 | 5 408 |

| 1836  | 1841  | 1846  | 1851  | 1856  | 1861  | 1866  | 1872  | 1876  |
| ----- | ----- | ----- | ----- | ----- | ----- | ----- | ----- | ----- |
| 5 887 | 6 788 | 5 941 | 6 621 | 7 281 | 7 579 | 7 614 | 7 716 | 9 206 |

| 1881  | 1886  | 1891  | 1896   | 1901  | 1906   | 1911   | 1921   | 1926   |
| ----- | ----- | ----- | ------ | ----- | ------ | ------ | ------ | ------ |
| 9 553 | 9 733 | 9 770 | 10 083 | 9 704 | 10 163 | 10 539 | 10 471 | 10 859 |

| 1931   | 1936   | 1946   | 1954   | 1962   | 1968   | 1975   | 1982   | 1990   |
| ------ | ------ | ------ | ------ | ------ | ------ | ------ | ------ | ------ |
| 11 562 | 11 926 | 11 825 | 12 038 | 13 678 | 16 352 | 18 173 | 18 412 | 17 614 |

| 1999   | 2006   | 2008   | 2011   | 2013   | - | - | - | - |
| ------ | ------ | ------ | ------ | ------ | - | - | - | - |
| 17 168 | 16 370 | 16 271 | 15 623 | 15 473 | - | - | - | - |

### Évolution démographique

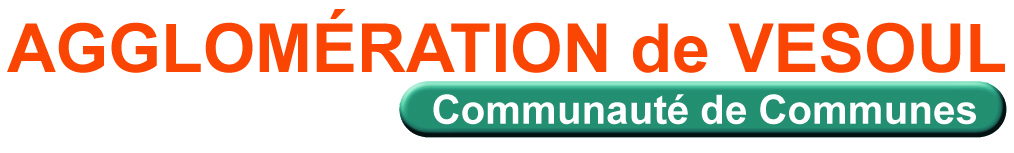

L'évolution démographique de Vesoul est croissante et constante. La ville subit des pertes d'habitants en 1821, en 1846, en 1901, en 1921, en 1946, en 1990 et en 1999. Sans oublier les périodes du XXIe siècle, où la ville est en constante diminution. Depuis le début des années 2000, la démographie de la ville diminue, cependant celle de la Communauté d'agglomération de Vesoul augmente. Vesoul se fait remarquer par la plus grosse période d'augmentation du nombre d'habitants de son histoire (entre 1954 et 1975 - d'après les recensements). Cette période s'est développée entre 1954 et 1975. En 20 ans, la ville a gagné 1 tiers de sa population (6 000 habitants). La hausse permet de faire passer la ville de 13 678 habitants, en 1962, 16 352 habitants, en 1968, et de 18 173 en 1975 (1975 - année qui marque l'un des pics démographique de Vesoul). À cette époque, la ville de Vesoul réalise une hausse de +13,6 % (entre 1954 et 1962), une hausse de 19,5 % (de 1962 à 1968) et une hausse de 11,1 % (de 1968 et 1975). Cette période de forte augmentation démographique de la population vésulienne est sans doute due à la culture et au monde extérieur. Durant les années, 1970, la venue de l'Usine PSA de Vesoul y est pour beaucoup. Elle a permis de créer plus de 4 000 emplois de la ville, donc d'en facilité la démographie. L'aménagement du Lac de Vesoul - Vaivre en 1976, dû à la construction de l'Usine PSA de Vesoul, a également pu créer du tourisme. Entre la période 1954-1975, les constructions des habitations et des logements dans les quartiers nord de Vesoul ont un rôle important dans la démographie. Effectivement, l'aménagement du quartier des Rêpes, durant les années 1950, et l'aménagement du quartier du Montmarin, dans les années 1960, ont permis la forte augmentation démographique de Vesoul grâce à leurs nombreux habitats collectifs et sociaux.

#### AuXIXesiècle
|            | 1793 | 1800   | 1806   | 1821   | 1831   | 1836   | 1841    | 1846    | 1851    | 1856  | 1861   | 1866   | 1872   | 1876    | 1881   | 1886   | 1891   | 1896   |
| Population | 5303 | 5417   | 5708   | 5391   | 5408   | 5887   | 6788    | 5941    | 6621    | 7281  | 7579   | 7614   | 7716   | 9206    | 9553   | 9733   | 9770   | 10083  |
| Évolution  | -    | +2,1 % | +5,4 % | -5,9 % | +0,3 % | +8,9 % | +15,3 % | -14,3 % | +11,4 % | +10 % | +4,1 % | +0,5 % | +1,3 % | +19,3 % | +3,8 % | +1,9 % | +0,4 % | +3,2 % |

#### AuXXesiècle
|            | 1901   | 1906   | 1911   | 1921   | 1926   | 1931   | 1936   | 1946   | 1954   | 1962    | 1968    | 1975    | 1982   | 1990   | 1999   |
| Population | 9704   | 10163  | 10539  | 10471  | 10859  | 11562  | 11926  | 11825  | 12038  | 13678   | 16352   | 18173   | 18412  | 17614  | 17168  |
| Évolution  | -3,9 % | +4,7 % | +3,7 % | -0,6 % | +3,7 % | +6,5 % | +3,1 % | -0,9 % | +1,8 % | +13,6 % | +19,5 % | +11,1 % | +1,3 % | -4,5 % | -2,6 % |

#### AuXXIesiècle
|            | 2006   | 2007   | 2008   | 2009   |
| Population | 16 370 | 16 329 | 16 271 | 15 920 |
| Évolution  | -      | -4,9 % | -0,2 % | -2,1 % |

### Pyramide des âges
La pyramide des âges de la ville montre correctement, d’une part, la structure de la population, et d’autre part, l’âge des habitants. À Vesoul, la population est majoritairement féminine puisqu'elle possède plus de 53 % de femmes contre donc 47 % d’hommes. Concernant la moyenne nationale, on trouve également plus de femmes que d’hommes dans la société puisque ce nombre atteint les 51,4 % de femmes contre 48,6 % d’hommes. On remarque également que le nombre de vésuliennes âgées est nettement supérieur au nombre masculin. Contrairement à ce rapport, les jeunes vésuliens sont les plus nombreux que les jeunes vésuliennes.
| Hommes | Classe d’âge | Femmes |
| ------ | ------------ | ------ |
| 43     | 90 et +      | 158    |
| 516    | 75 à 90      | 1 162  |
| 998    | 60 à 74      | 1 243  |
| 1 458  | 45 à 59      | 1 811  |
| 1 456  | 30 à 44      | 1 321  |
| 1 663  | 15 à 29      | 1 731  |
| 1 227  | 0 à 14       | 1 135  |

| Hommes | Classe d’âge | Femmes |
| ------ | ------------ | ------ |
| 0,6    | 90 et +      | 1,8    |
| 7,0    | 75 à 90      | 13,6   |
| 13,6   | 60 à 74      | 14,5   |
| 19,8   | 45 à 59      | 21,2   |
| 19,8   | 30 à 44      | 15,4   |
| 22,6   | 15 à 29      | 20,2   |
| 16,7   | 0 à 14       | 13,3   |

### Naissances et décès

#### Naissances
Ce tableau traduit le nombre de naissances sur le territoire vésulien. Une longue diminution des naissances a fait son apparition à partir de 1975 (à partir des premiers recensements). Le pourcentage de natalités diminue de –25,6 % entre 1968 et 1999, soit une chute de un quart du pourcentage natal.
|                               | 1968 à 1975 | 1975 à 1982 | 1982 à 1990 | 1990 à 1999 |
| Naissance domiciliée à Vesoul | 2794        | 2647        | 2510        | 2129        |
| Évolution                     | -           | -5,26 %     | -5,17 %     | -15,17 %    |

Depuis le début des années 2000, l'évolution des naissances vésuliennes est assez partagée, et complément de cette remarque, elle demeure constante. On retrouve une baisse de naissances entre les années 2001 et 2003 et une augmentation à partir de 2004, malgré la diminution de la population de la ville dans les années 2000.
|                               | 1999 | 2000     | 2001    | 2002    | 2003     | 2004    | 2005    | 2006    | 2007   | 2008    |
| Naissance domiciliée à Vesoul | 178  | 230      | 218     | 214     | 192      | 211     | 213     | 209     | 209    | 213     |
| Évolution                     | -    | +22,60 % | -5,21 % | -1,86 % | -11,45 % | +9,00 % | +0,93 % | -1,91 % | Neutre | +1,91 % |

#### Décès
Contrairement à la naissance, les décès à Vesoul sont élevés. Cela confirme l’âge moyen de la population. Entre 1968 et 2008, se trouve uniquement des périodes de positivité du pourcentage de décès. La tranche des naissances du début du deuxième millénaire jusqu’à la première décennie suivante est de 147 et 200[Quoi ?].
|                           | 1968 à 1975 | 1975 à 1982 | 1982 à 1990 | 1990 à 1999 |
| Décès domiciliés à Vesoul | 1101        | 1116        | 1293        | 1412        |
| Évolution                 | -           | +1,36 %     | +13,68 %    | +9,20 %     |

À partir des années 2000, les décès à Vesoul demeurent, telles les naissances, partagés et variés. On retrouve de multiples valeurs alternant hausses et baisses. La tranche des décès du début deuxième millénaire jusqu’à la première décennie suivante est de 147 et 200. Ces deux termes ont été donnés respectivement en 2000 et 2001. Le tableau présente les valeurs des décès de la ville reflétant partiellement la haute population âgée qu’abrite Vesoul.
|                           | 1999 | 2000     | 2001     | 2002     | 2003     | 2004     | 2005    | 2006    | 2007    | 2008     |
| Décès domiciliés à Vesoul | 187  | 147      | 200      | 174      | 154      | 179      | 186     | 171     | 154     | 174      |
| Évolution                 | -    | -21,39 % | +36,05 % | -13,00 % | -11,49 % | +16,23 % | +3,76 % | -8,06 % | -9,94 % | +12,98 % |

### Structure de la population
| Sexe  | Vesoul | Moyenne nationale |
| ----- | ------ | ----------------- |
| Homme | 46,9 % | 48,6 %            |
| Femme | 53,1 % | 51,4 %            |

| Vesoul                 | 100 % |
| ---------------------- | ----- |
| Enfants et adolescents | 23 %  |
| Adultes                | 54 %  |
| Personnes âgées        | 23 %  |

L'âge moyen de la ville est de 41 ans.

### Ménages
| Ménages de :                | 1 personne | 2 personnes | 3 personnes | 4 personnes | 5 personnes | 6 personnes ou + | Nombre total de ménages |
| --------------------------- | ---------- | ----------- | ----------- | ----------- | ----------- | ---------------- | ----------------------- |
| Vesoul                      | 43,8 %     | 29,3 %      | 12,6 %      | 8,9 %       | 3,6 %       | 1,8 %            | 8028                    |
| Moyenne Nationale           | 31,8 %     | 31,1 %      | 16,2 %      | 13,8 %      | 5,5 %       | 2,4 %            | 23 810 161              |
| Sources des données : INSEE |            |             |             |             |             |                  |                         |

### Taux démographique
|                        | 1968 à 1975 | 1975 à 1982 | 1982 à 1990 | 1990 à 1999 | 1999 à 2009 |
| Taux de natalité en %  | 23,4        | 20,6        | 17,4        | 13,6        | 12,6        |
| Taux de mortalité en % | 9,2         | 8,7         | 8,9         | 9,0         | 10,4        |

## Agglomération de Vesoul

### Évolution démographique
| #   | Ville               | 1946   | 1954   | 1962   | 1968   | 1975   | 1982   | 1990   | 1999   | 2006   | 2009   |
| --- | ------------------- | ------ | ------ | ------ | ------ | ------ | ------ | ------ | ------ | ------ | ------ |
| 01  | Vesoul              | 11 825 | 12 038 | 13 678 | 13 678 | 16 352 | 18 173 | 18 412 | 17 614 | 17 168 | 16 370 |
| 02  | Échenoz-la-Méline   | 2 121  | 1 932  | 2 029  | 2 268  | 2 660  | 2 518  | 2 445  | 2 741  | 2 974  | 3 054  |
| 03  | Vaivre-et-Montoille | 451    | 533    | 560    | 604    | 747    | 1854   | 2469   | 2691   | 2350   | 2 310  |
| 04  | Noidans-lès-Vesoul  | 924    | 822    | 829    | 904    | 1 746  | 1 867  | 1 999  | 2 109  | 2 096  | 2 064  |
| 05  | Navenne             | 1 186  | 1 258  | 1 195  | 1 419  | 1 597  | 1 533  | 1 629  | 1 641  | 1 748  | 1 762  |
| 06  | Pusey               | 368    | 373    | 376    | 364    | 519    | 826    | 912    | 1 106  | 1 392  | 1 586  |
| 07  | Frotey-lès-Vesoul   | 726    | 750    | 810    | 873    | 1 161  | 1 256  | 1 455  | 1 423  | 1 281  | 1 354  |
| 08  | Quincey             | 422    | 447    | 408    | 433    | 709    | 1 006  | 1 124  | 1 037  | 1 184  | 1 230  |
| 09  | Montigny-lès-Vesoul | 207    | 201    | 204    | 252    | 365    | 459    | 496    | 538    | 626    | 649    |
| 010 | Pusy-et-Épenoux     | 245    | 264    | 223    | 245    | 300    | 395    | 522    | 479    | 520    | 539    |
| 011 | Colombier           | 370    | 337    | 339    | 354    | 372    | 387    | 384    | 379    | 366    | 404    |
| 013 | Andelarrot          | 101    | 104    | 113    | 103    | 105    | 151    | 173    | 163    | 213    | 231    |
| 012 | Montcey             | 155    | 157    | 133    | 136    | 168    | 179    | 212    | 222    | 213    | 222    |
| 014 | Chariez             | 206    | 194    | 147    | 159    | 176    | 193    | 172    | 196    | 211    | 219    |
| 015 | Villeparois         | 85     | 93     | 70     | 55     | 61     | 105    | 152    | 167    | 187    | 211    |
| 016 | Coulevon            | 156    | 171    | 174    | 202    | 201    | 223    | 216    | 206    | 195    | 192    |
| 017 | Comberjon           | 128    | 149    | 134    | 138    | 150    | 165    | 175    | 190    | 178    | 170    |
| 018 | Mont-le-Vernois     | 168    | 149    | 129    | 133    | 127    | 129    | 127    | 128    | 140    | 155    |
| 019 | Andelarre           | 65     | 65     | 52     | 54     | 102    | 128    | 136    | 128    | 120    | 120    |

### Taux démographique
| Période           | Évolution démographique annuelle moyenne | Agglomération de Vesoul | Franche-Comté |
| ----------------- | ---------------------------------------- | ----------------------- | ------------- |
| Période 1982-1990 | Taux annuel moyen total                  | + 0,2                   | + 0,2         |
|                   | Variation due au solde naturel           | + 0,8                   | + 0,5         |
|                   | Variation due au solde migratoire        | - 0,5                   | - 0,3         |
| Période 1990-1999 | Taux annuel moyen total                  | + 0,1                   | + 0,2         |
|                   | Variation due au solde naturel           | + 0,5                   | + 0,4         |
|                   | Variation due au solde migratoire        | - 0,4                   | - 0,2         |
| Période 1999-2009 | Taux annuel moyen total                  | - 0,1                   | + 0,5         |
|                   | Variation due au solde naturel           | + 0,3                   | + 0,4         |
|                   | Variation due au solde migratoire        | - 0,4                   | + 0,1         |